# Metlatulin Mountain
Metlatulin Mountain est un sommet culminant à 2 252 mètres d'altitude dans les chaînons Boundary de la chaîne Côtière, en Colombie-Britannique, au Canada.